# Мадисон (телесериал)
«Мадисон» (англ. The Madison) — предстоящий американский драматический телесериал Тейлора Шеридана. В нём снимутся Мишель Пфайффер, Патрик Джей Адамс, Элль Чапман, Мэттью Фокс, Бо Гарретт, Амайя Миллер и Бен Шнетцер. Премьера состоится на кабельном канале Paramount Network.

## Сюжет
В центре сюжета — семья Макинтош родом из Нью-Йорка, которая проживает в долине реки Мадисон в центральной Монтане.

## В ролях
- Мишель Пфайффер — Стейси Клайберн
- Патрик Джей Адамс — Расселл Макинтош
- Элль Чапман — Пейдж Макинтош
- Мэттью Фокс — Пол
- Бо Гарретт — Эбигейл Риз
- Амайя Миллер[англ.] — Бриджетт Риз
- Бен Шнетцер — Вэн
- Кевин Зегерс — Кейд
- Ребекка Спенс[англ.] — Лилиана Уикс
- Алайна Поллак — Мейси
- Даниэль Васинова — Кестрел

## Производство
В мае 2023 года компания Paramount дала «зелёный свет» на разработку спин-оффа к телесериалу Йеллоустон, который позднее получил название «Мадисон».
В августе 2024 года на одну из главных ролей была утверждена Мишель Пфайффер. Позднее в том же месяце были анонсированы другие актёры: Элль Чапман, Патрик Джей Адамс, Бо Гарретт, Амайя Миллер и Мэттью Фокс. В октябре к актёрскому составу присоединился Бен Шнетцер, в декабре — Кевин Зегерс, Ребекка Спенс, Алайна Поллак и Даниэль Васинова.
Съёмки начались в 2024 году. С сентября по октябрь 2024 года они проходили в Монтане, а в середине ноября — в Далласе. В конце ноября и начале декабря съёмки проводились в Форт-Уэрте.

## Премьера
В Европе сериал выйдет на платформе SkyShowtime.